# メロンボール (氷菓)
メロンボールは井村屋が製造、販売するメロン型の容器に入った氷菓の製品名。同様の製品が他メーカーからも販売されており、2018年時点では、フタバ食品がメロン、シャトレーゼがメロンだまの商品名で類似商品の販売を行っている。また、井村屋の製品も商品名の変遷がある。

## 名称
2017年のデイリーポータルZによるインターネット調査では、世代を問わず認知度は高く、日本全国的に流通していたことがうかがわれるが、名称としては「メロンアイス」と「メロンのやつ」とで回答の85パーセント以上を占めており、製品名としての認知は薄かった。

## 歴史
最初にこの形態の氷菓を販売したのはセンタンアイスクリーム（林一二）であるとされる。
1972年から販売を開始した井村屋では、当時は高級品だったメロンを子供たちが食べた気分を味わえるようにメロンをイメージした味のシャーベットアイスを作ろうと考えたのが開発のきっかけであった。当時は同様のスタイルの氷菓が流行り、各メーカーから同じような商品が販売されることになった。いわば、「最中の皮の中にアイスクリームを入れる」ことでアイスモナカというスタイルになるように、「メロンの容器にメロン味のシャーベットを入れる」というのがスタイルとして一般化したのだとも言える。

## 井村屋
1972年に「フルーツメロン」として30円で発売。1976年には「メロン」として50円、1989年には「メロンボール」となる。また、2015年には「メロンボール シャーベット」としてメロン果汁入りがうたわれるようになった。
駄菓子系の商品であるメロンボールはコンビニエンスストアでの取り扱いが少ないこと、生産が夏期限定であり9月中旬には店頭から在庫か消える商品であるため継続して生産されているにもかかわらず目にする機会は少なく、SNSで写真を見かけると「なつかしい」と反応する人が少なくない。
2018年時点ではメロンボールの他にモモボール、スイカボールの製造も行っており、過去にはリンゴ、パイナップル、梨、オレンジもあった。

## 容器
容器はマスクメロンを模しており、網目や蔕（へた）が立体的に再現されている。
1970年代の子供たちは、食べ終えた後の容器におもちゃ的な価値を認め、（当時流行していた）スーパーカー消しゴムを入れたりしていた。